# Sibongile Mlambo
Sibongile Mlambo (* 25. června 1990, Zimbabwe) je zimbabwská herečka. Proslavila se rolemi v seriálech Black Sails a Vlčí mládě a ve filmech Honey 3 a Poslední tvář.  Během let 2018 a 2019 hrála v seriálu stanice Freeform Siréna .

## Životopis
Mlambo se narodila v Zimbabwe. Její otec je doktor. Má starší sestru, která je také herečka. Zimbabwe opustila v roce 2005, kvůli studiím ve Spojených státech, kde žila v Texasu a New Yorku. V roce 2011 žila v Jihoafrické republice v Johannesburgu a v Kapském Městě. Později se vrátila do Spojených států a usadila se v Los Angeles.
Na vysoké škole studovala francouzštinu a španělštinu. 

## Kariéra
V 7 letech se poprvé objevila před kamerou, a to ve filmu Kini and Adams. V roce 2012 si zahrála v krátkometrážním filmu Half Good Killer.
Během let 2014 až 2017 hrála roli Eme v seriálu stanice Starz Black Sails. V roce 2016 si zahrála ve filmu Honey 3, po boku Cassie Ventury a Kennyho Wormalda. Ve stejném roce si zahrála ve filmu The Last Face. V roce 2017 se objevila v devíti dílech seriálu stanice MTV Vlčí mládě.
V roce 2018 si zahrála menší roli ve filmu Záhada Silver Lake a vedlejší roli v seriálu MacGyver. Během let 2018 a 2019 hrála hlavní roli v seriálu stanice Freeform Siréna.

## Filmografie

### Film
| Rok  | Název                     | Role               | Poznámky            |
| ---- | ------------------------- | ------------------ | ------------------- |
| 1997 | Kini and Adams            | Bongi              |                     |
| 2012 | Half Good Killer          | Aida               | krátkometrážní film |
| 2013 | Felix                     | tanečnice          |                     |
| 2015 | Back to School Mom        | Beth               |                     |
| 2015 | Ladygrey                  | Estelle            |                     |
| 2015 | While You Weren't Looking | Studentka          |                     |
| 2016 | Kingova pomsta            | Bianca             |                     |
| 2016 | Detour                    | MGM Recepční       |                     |
| 2016 | Honey 3: Tanec v krvi     | Ishani             |                     |
| 2016 | Poslední tvář             | Assatu             |                     |
| 2017 | New Haven                 | Astou Niang Diallo | krátkometrážní film |
| 2018 | Záhada Silver Lake        | spolubydlící       |                     |
| 2019 | Stíny vlků                | Zora               |                     |
| 2019 | Afrika is a Country       | Žena v modrém      | krátkometrážní film |
| 2021 | Blackout                  | Stephanie Tyler    | krátkometrážní film |
| 2021 | Noční monstrum            | reportérka         |                     |

### Televize
| Rok       | Název                | Role                | Poznámky                                                |
| --------- | -------------------- | ------------------- | ------------------------------------------------------- |
| 2009      | Amerika má talent    | samu sebe/soutěžící |                                                         |
| 2012      | Beaver Falls         | roztleskávačka      | díl: „2.4“                                              |
| 2012      | Protiúder            | hostestka           | díl: „Epizoda 3“                                        |
| 2013      | Mad Dogs             | detektiv            | díl: „3.1“                                              |
| 2014–2017 | Pod černou vlajkou   | Eme                 | vedlejší role,10 dílů                                   |
| 2014      | Ve jménu vlasti      | Jackie Marr         | díl: „Shalwar Kameez“                                   |
| 2015      | Jamillah and Aladdin | pradlena            |                                                         |
| 2016      | Dark / Web           | Amy                 | vedlejší role, 4 díly                                   |
| 2017      | Vlčí mládě           | Tamora Monroe       | vedlejší role, 9 dílů                                   |
| 2018–2020 | Siréna               | Donna               | hlavní role, 12 dílů                                    |
| 2018–2019 | Ztraceni ve vesmíru  | Angela Goddard      | vedlejší role (1. řada), hlavní role (2. řada), 11 dílů |
| 2018      | MacGyver             | Nasha               | vedlejší role, 3 díly                                   |
| 2020      | God Friended Me      | Lulu                | díl: „The Princess and the Hacker“                      |
| 2020      | Lovecraftova země    | Tamara              | 2 díly                                                  |
| 2021      | Black Lightning      | Maya Odell          | díl: „Painkiller“                                       |
| 2021–2022 | Roswell: Nové Mexiko | Anatsa              | vedlejší role, 10 dílů                                  |
| 2022      | Florida Man          | Clara               | vedlejší role, 8 dílů                                   |